# كونتية أراغون
كونتية أراغون أو كونتية خاجا كانت مقاطعة فرنجية صغيرة تأسست في وسط البرانس على نهر أراغون بحيث تركزت حول بلدة خاجا التي أصبحت عاصمتها، تأسست من قبل الكارولنجيون الذين يحكموا فرنسا، في أواخر القرن الثامن أو في أوائل القرن التاسع، ولكنها أصبحت تدريجياً ضمن ممتلكات مملكة نافارا، وفي القرن الحادي عشر أصبحت تعرف بـ مملكة أراغون.

## قائمة الكونتات
- ؟؟؟-809 أوريولوس.
- 820-809 أثنار غالينديث الأول، خُلع من قبل مملكة بنبلونة.
- 833-820 غارسيا غالينديث السيء، نصبته مملكة بنبلونة.
- 844-833 غاليندو غارسيث ، ابن غارسيا السيء.
- 867-844 غاليندو أثناريث الأول، ابن أثنار غالينديث الأول؛ استطعت الأسرة في الرجوع بعد الموافقة من قبل مملكة بنبلونة.
- 893-867 أثنار غالينديث الثاني، ابن غاليندو أثناريث الأول.
- 922-893 غاليندو أثناريث الثاني، ابن أثنار غالينديث الثاني.

ومع وفاة غاليندو أثناريث الثاني، رجعت المقاطعة إلى التاج، وأصبح ملوك نافارا هم الحكام الرسميون، ومع ذلك عينوا عديد من نبلاء باعتبارهم كونتات غير سيادية في أراغون، ومع ذلك هذه الوثائق غير مؤثقة، وشلمت:-
- غونتيسلو غالينديث، الابن الغير شرعي لـ غاليندو أثناريث الثاني.
- فورتون خيمينيث، من 947 حتى 958.
- غونزالو سانشيث، ابن الملك سانشو الثاني من نافارا (994-970)، كان كونت أراغون تحت وصاية والدته أوراكا فرنانديث.